# Amphicorina schlenzae
Amphicorina schlenzae är en ringmaskart som beskrevs av Penido J.C. Nogueira och Ayrton Amaral 2000. Amphicorina schlenzae ingår i släktet Amphicorina och familjen Sabellidae. Inga underarter finns listade i Catalogue of Life.